# Fritz Syberg
Pour les articles homonymes, voir Syberg.
Fritz Syberg est un peintre danois né le 28 juillet 1862 à Fåborg et mort le 20 décembre 1939 à Kerteminde. Il appartient au groupe des Fynboerne, ou « peintres de Fionie ».
Il est le mari de la peintre Anna Syberg et le père du compositeur Franz Syberg.

## Galerie

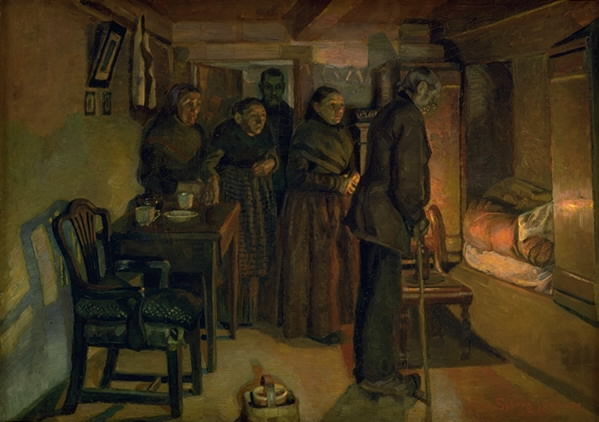
Dodsfald (1892)
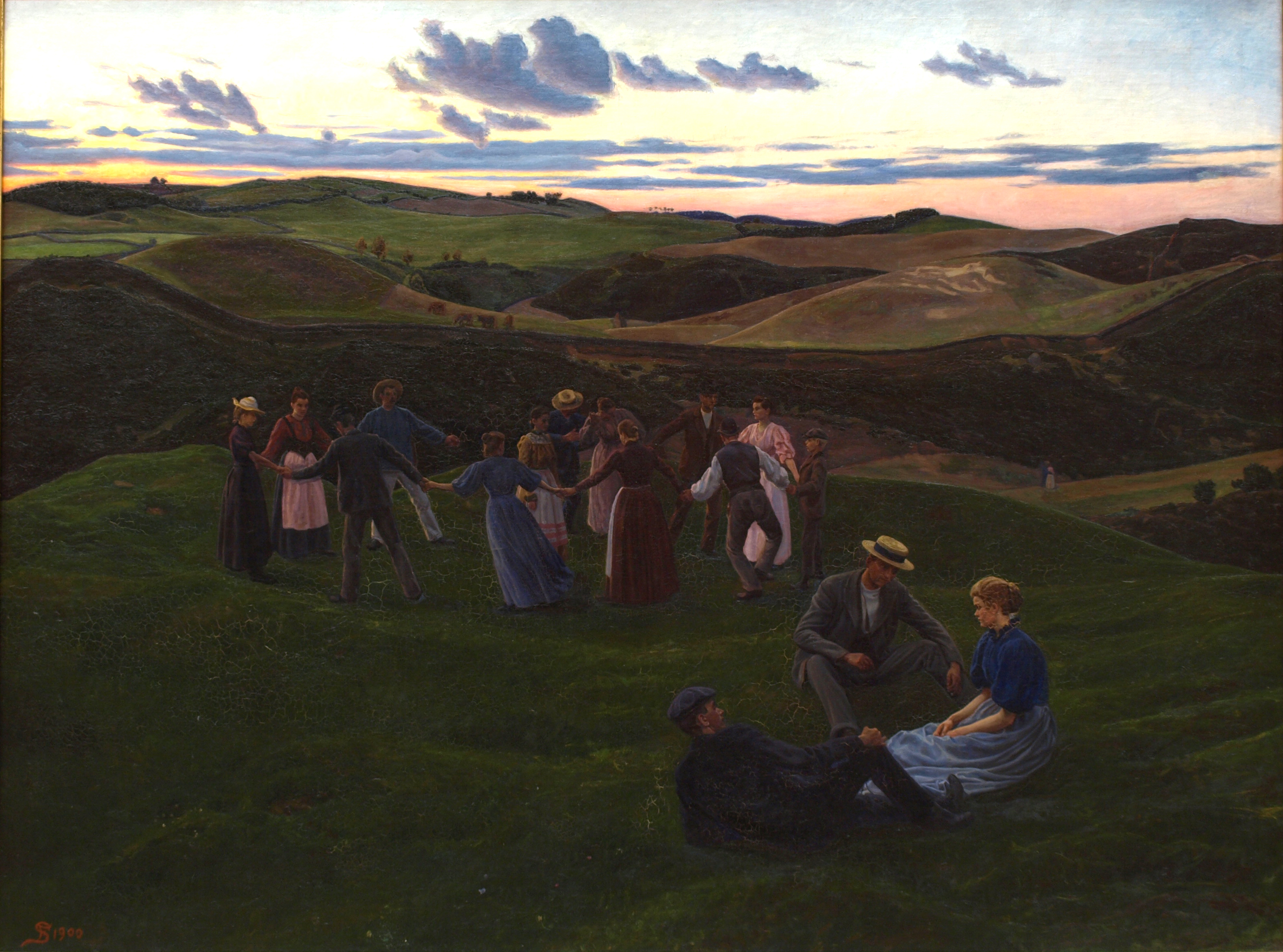
Aftenleg i Svanninge Bakker (1900)
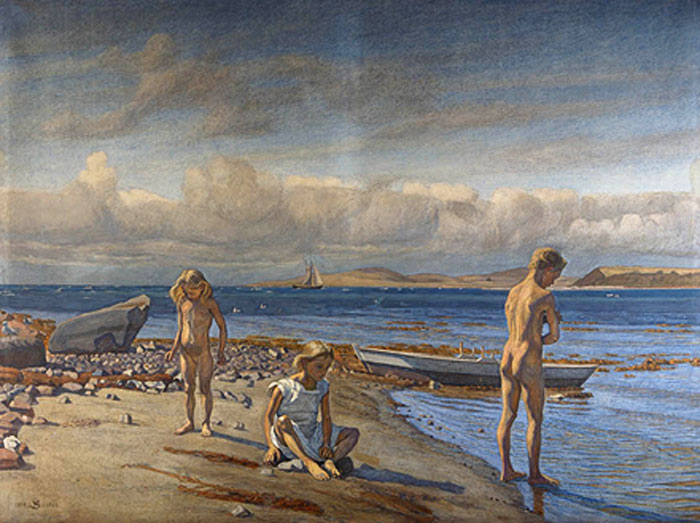
Børnene på Fyns Hoved (1905)
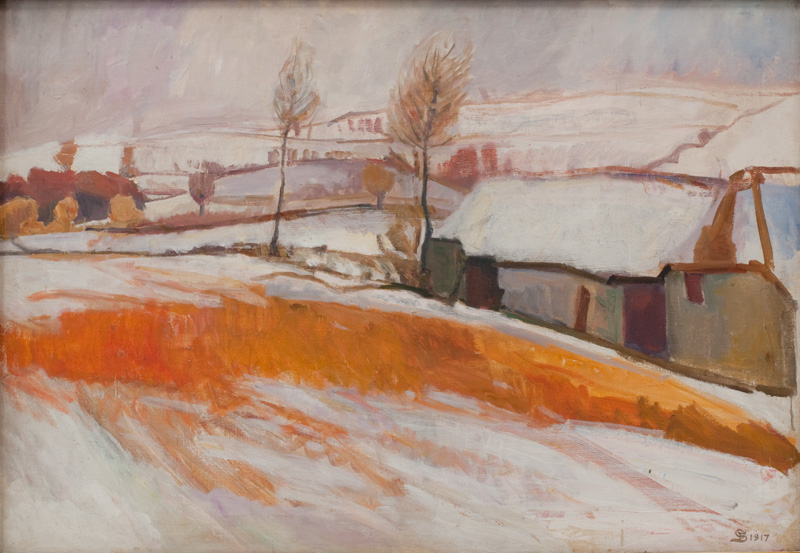
Overkærby Bakke. Vinter (1917)